# 스타드반도

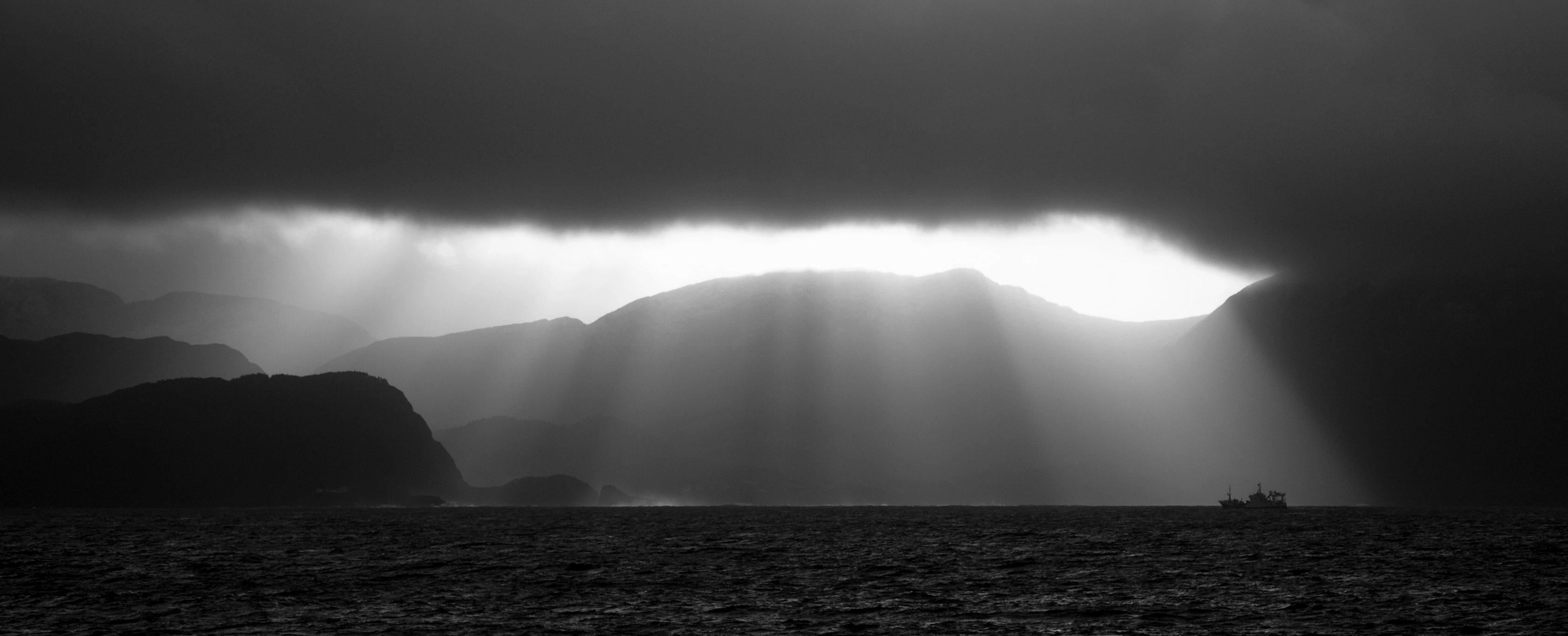
스타드반도의 Indre Fure에서 보는 바다. 사진: Frode Inge Helland

스타드반도(노르웨이어: Stad, Statt 또는 Stadt)는 노르웨이 설리에 자치 구역의 반도이다. 기후가 매후 험하여 노르웨이의 최강풍이 이곳에서 자주 기록된다.

## 사진 모음

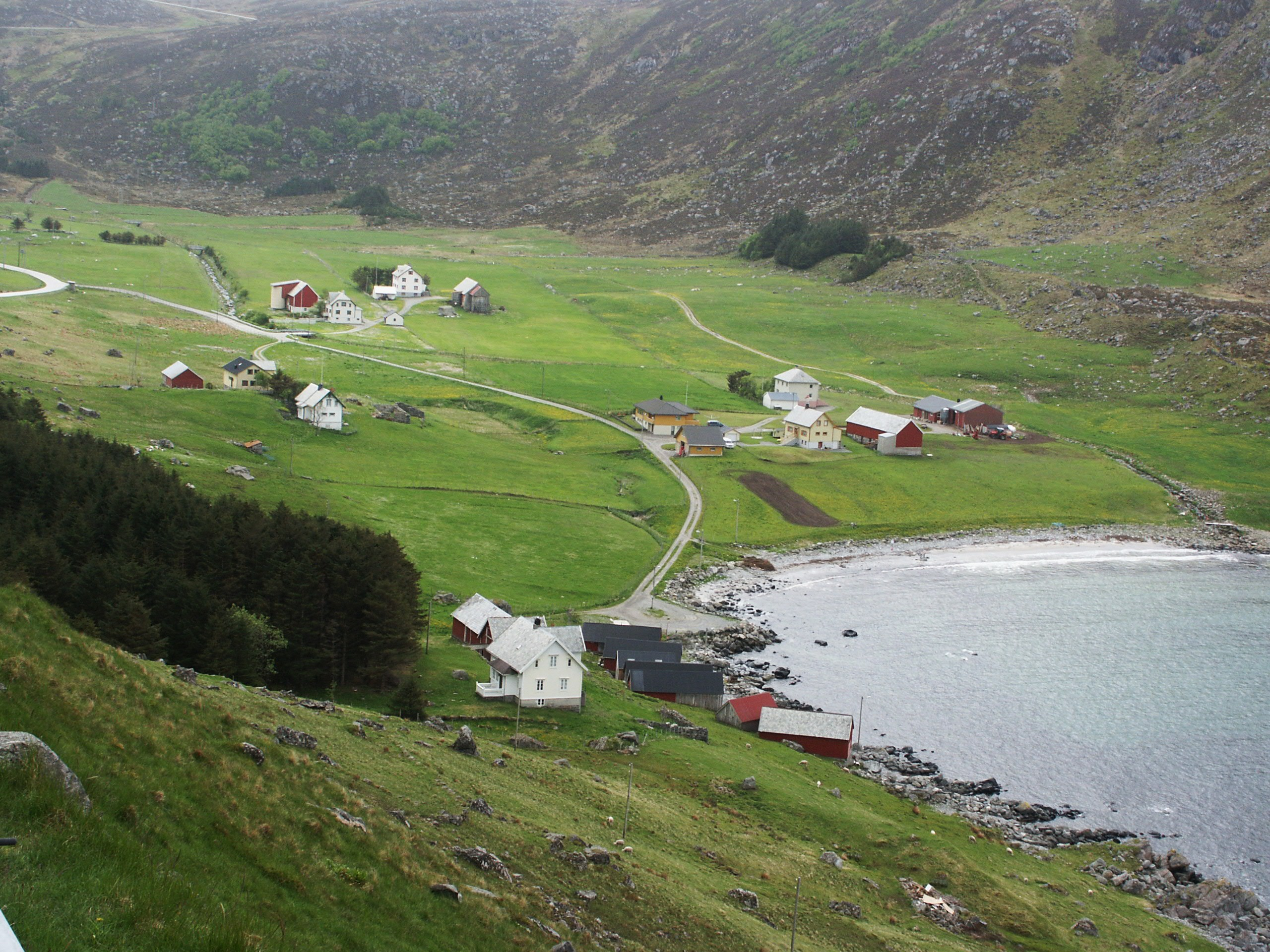
Årvik. 사진: Frode Inge Helland
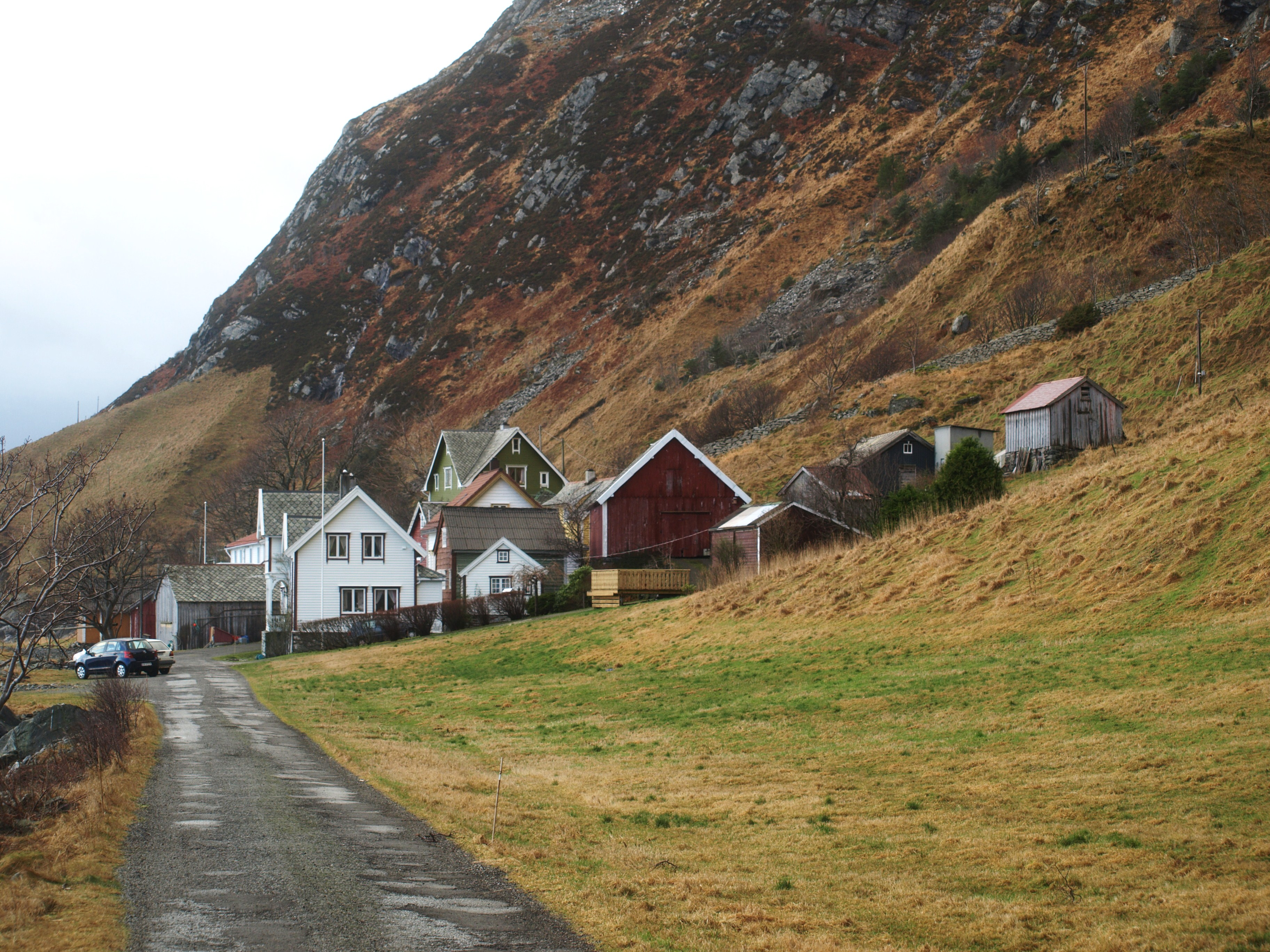
Indre Fure의 정착지 사진: Frode Inge Helland
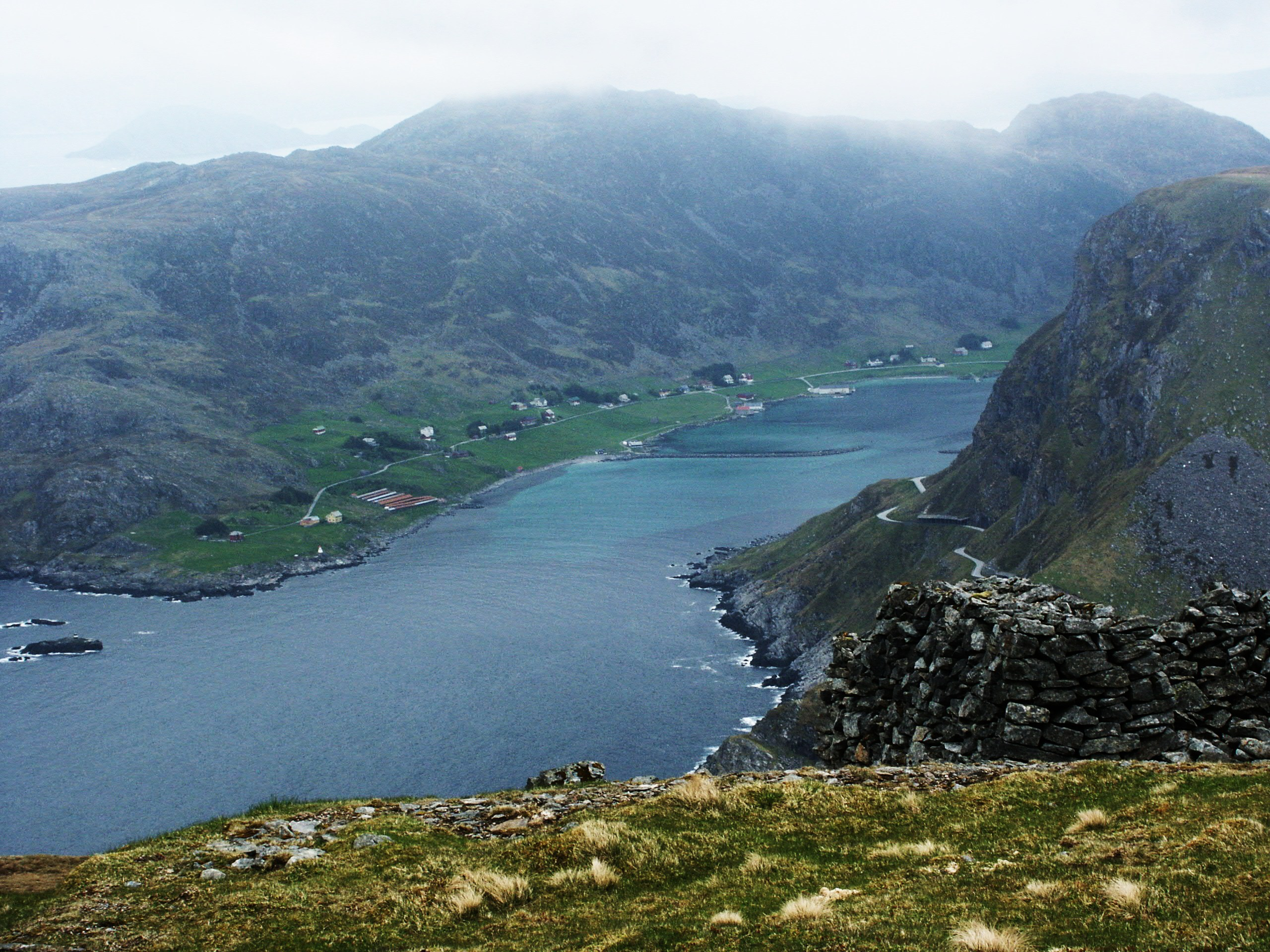
Honningsvåg 정착지. 사진: Frode Inge Helland
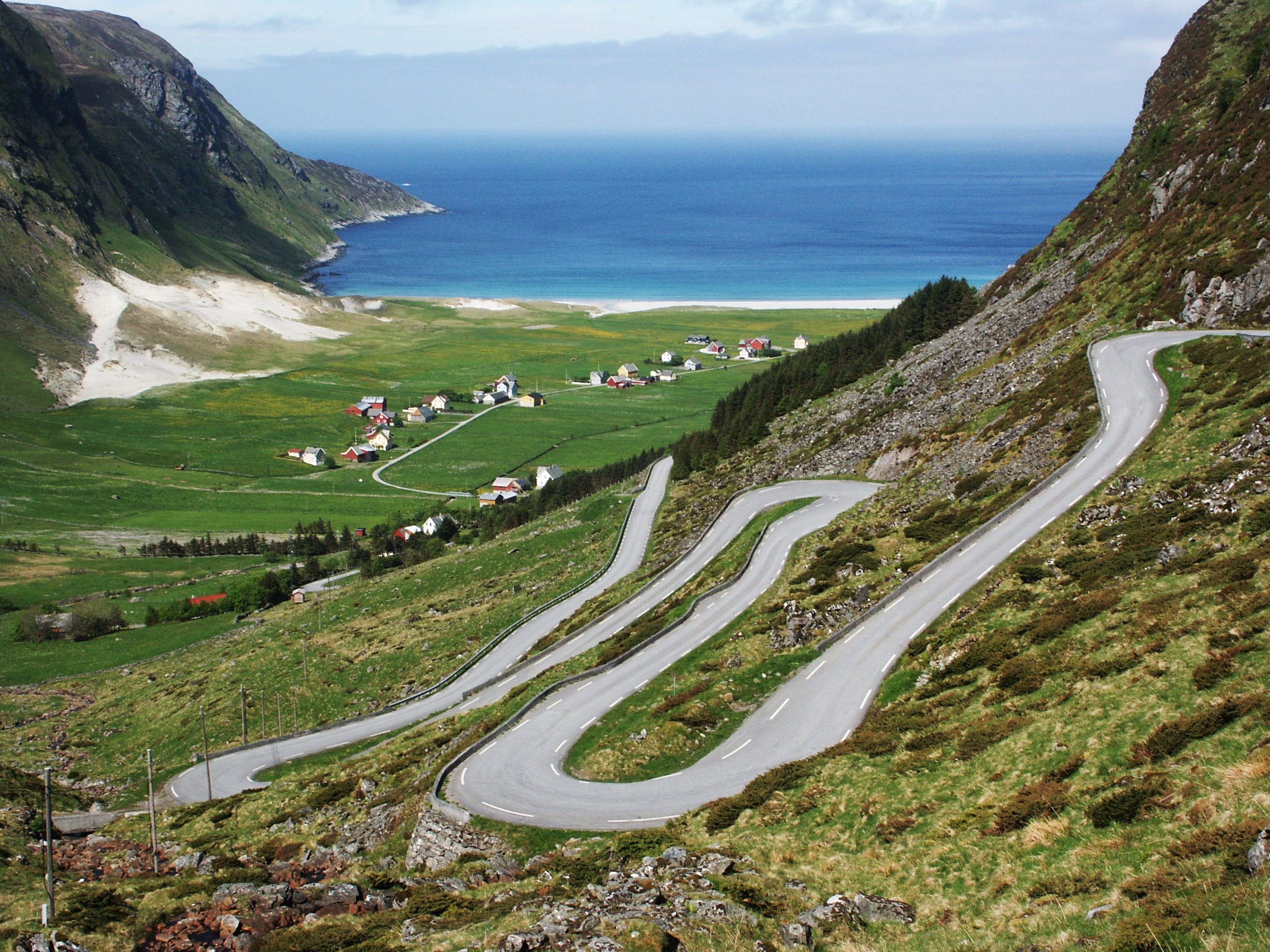
Hoddevik 정착지. 사진: Frode Inge Helland